# Xysticus strandi
Xysticus strandi là một loài nhện trong họ Thomisidae.
Loài này thuộc chi Xysticus. Xysticus strandi được Gábor von Kolosváry miêu tả năm 1934.